# Machaerium seemannii
Machaerium seemannii är en ärtväxtart som beskrevs av Berthold Carl Seemann. Machaerium seemannii ingår i släktet Machaerium och familjen ärtväxter. Inga underarter finns listade i Catalogue of Life.